# Kościół św. Wita w Mełgwi
Kościół Świętego Wita – rzymskokatolicki kościół parafialny należący do dekanatu Świdnik archidiecezji lubelskiej.

## Historia

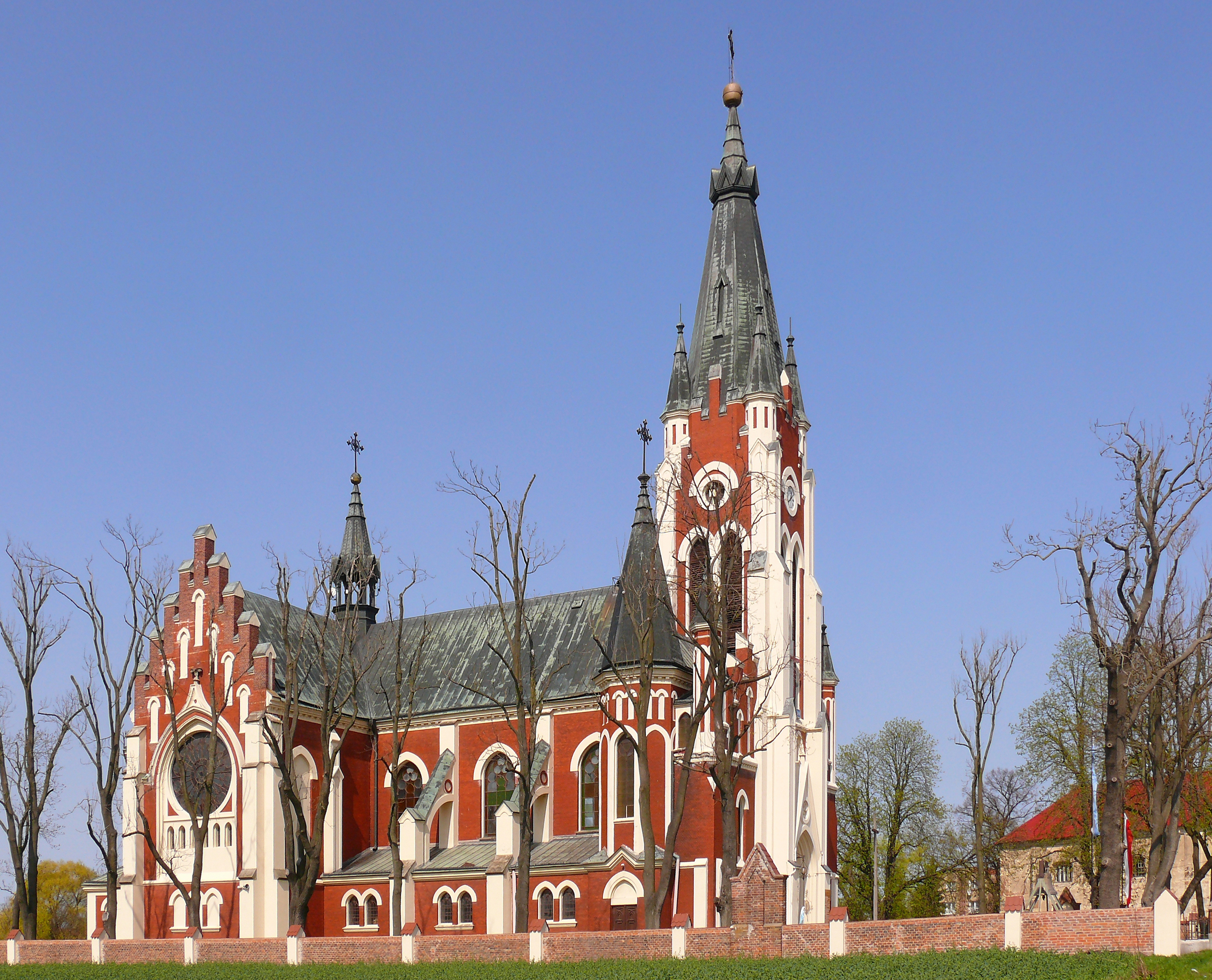
Elewacja boczna

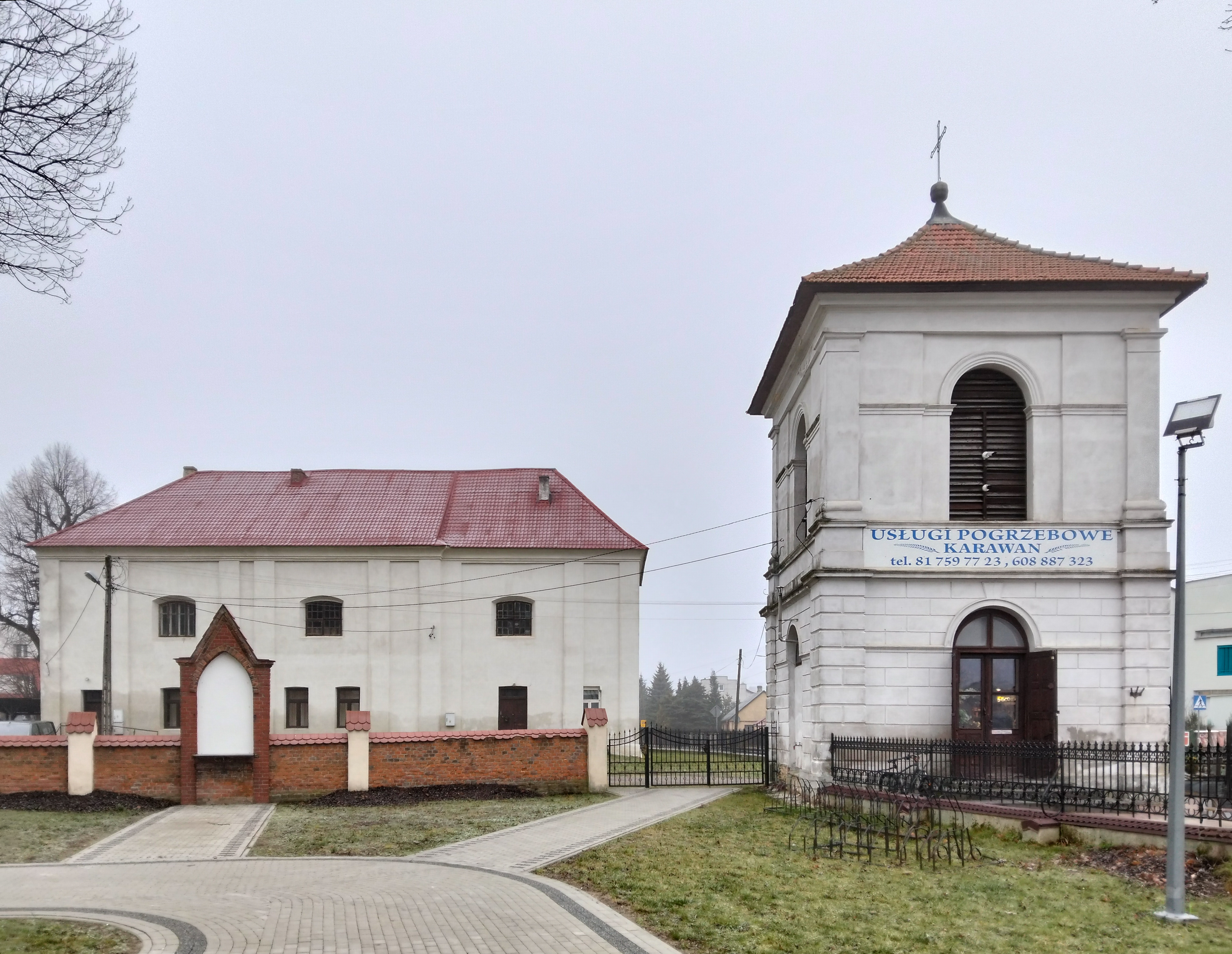
Dzwonnica i dawny zbór kalwiński

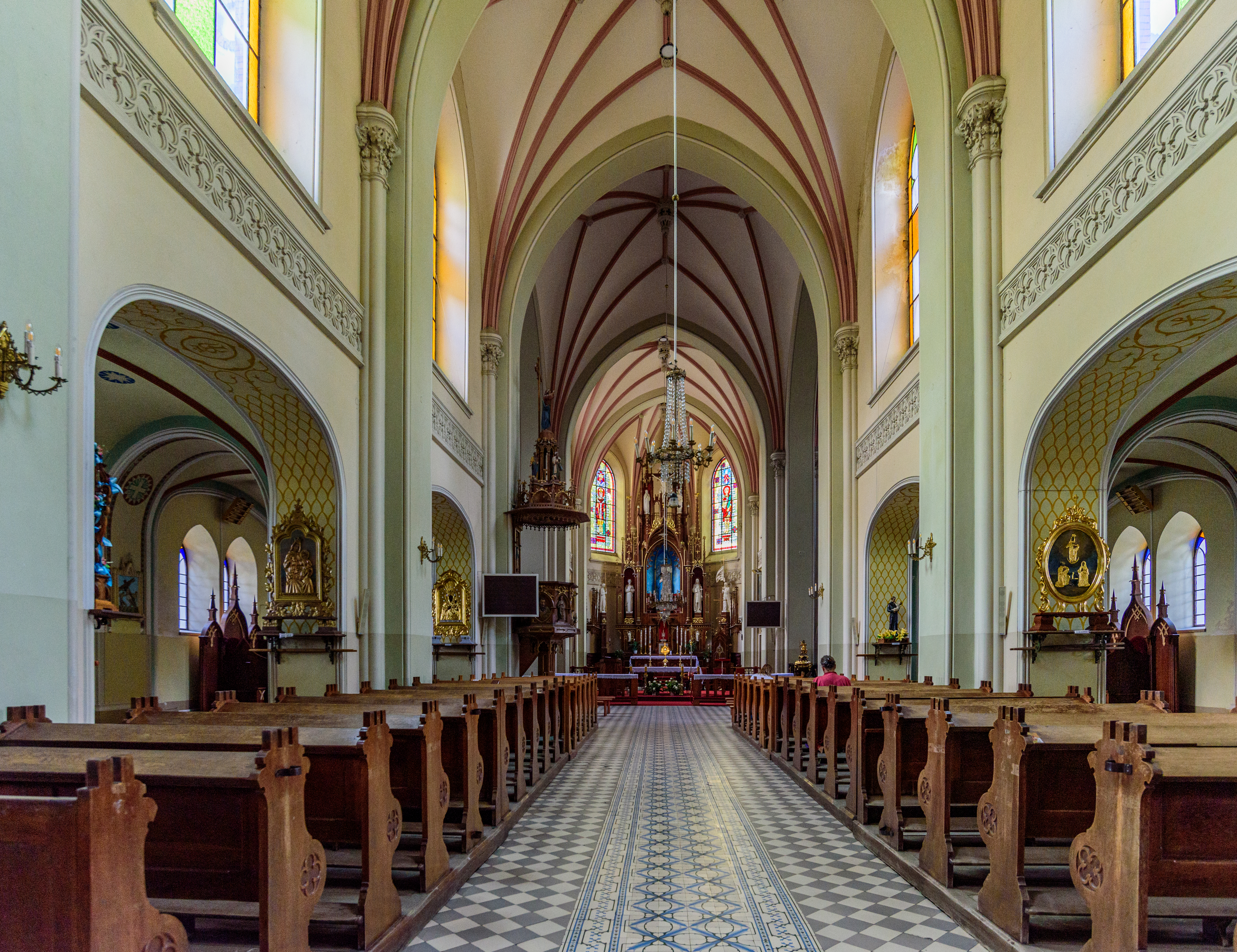
Wnętrze

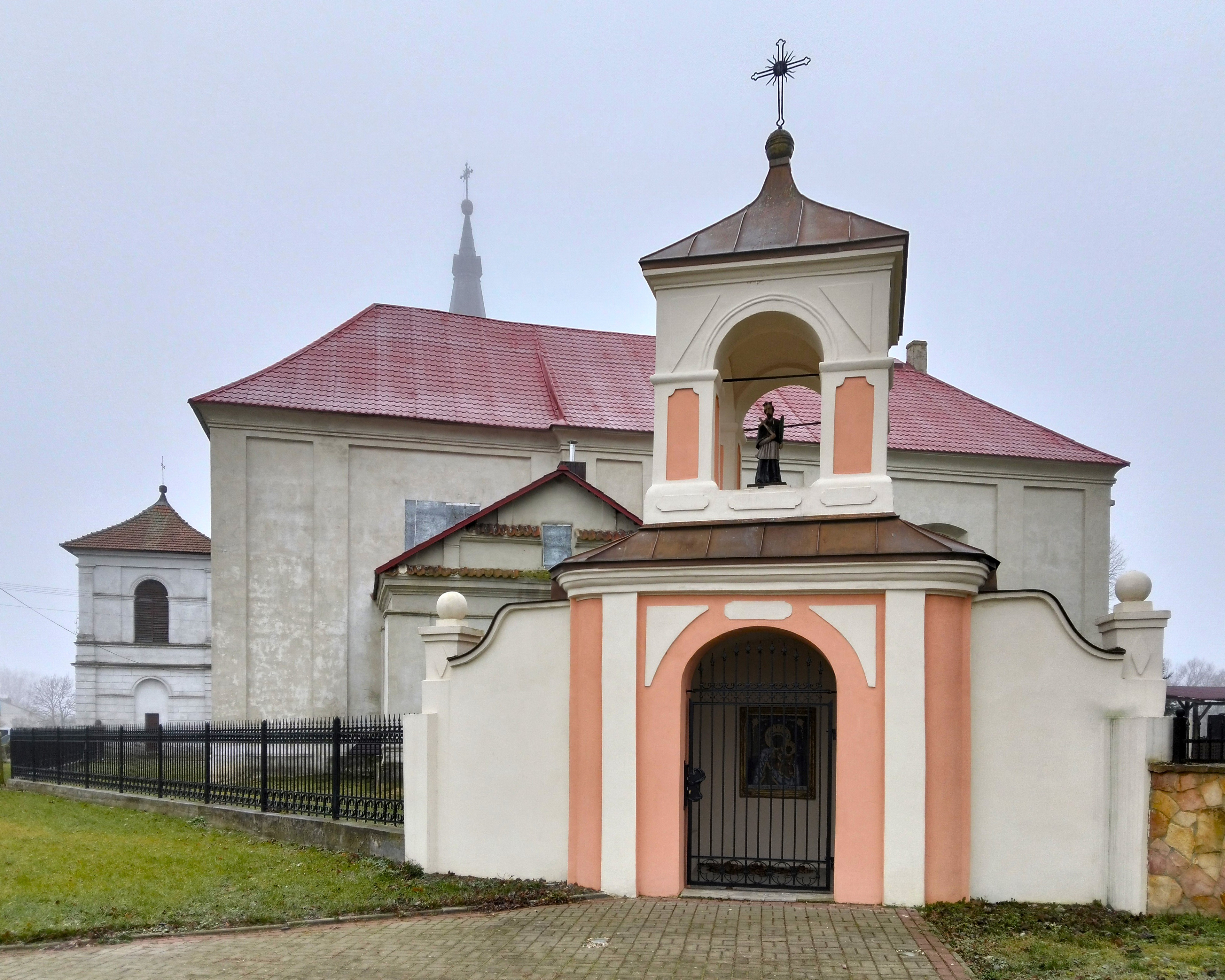
Dawny budynek bramny

Pozwolenie na budowę świątyni u władz zostało uzyskane bez problemu, rozpoczęła się ona w 1906 roku i zakończyła w 1907 roku. Wykańczanie kościoła wewnątrz trwało jeszcze przez kilka lat. Część wyposażenia została przeniesiona ze starej świątyni. Nowa świątynia została poświęcona w 1910 roku. Dopiero w 1929 kościół otrzymał ambonę. Obie wojny światowe świątynia przetrwała bez znacznych uszczerbków.

## Architektura
Jest to kościół trzynawowy, w typie bazylikowym (nawa główna jest wyższa od naw bocznych i posiada własne okna), wzniesiony na planie krzyża łacińskiego. Prezbiterium jest zwrócone w stronę zachodnią. świątynia składa się z: trójprzęsłowego korpusu, pięcioprzęsłowego transeptu oraz jednoprzęsłowego, prostokątnego prezbiterium zamkniętego trójboczną absydą. Do południowej strony prezbiterium jest dobudowana prostokątna, dwuprzęsłowa zakrystia, którą poprzedza trójprzęsłowy przedsionek. Do północnej strony jest dobudowana podobnie rozwiązana kaplica. Od frontu jest umieszczona masywna, kwadratowa, czterokondygnacyjna (dwie dolne kondygnacje włączone są w korpus świątyni) wieża. Zakończona jest ona smukłym hełmem w kształcie ośmiopołaciowej, ostrosłupowej iglicy z koroną, zbudowaną z trójkątnych pseudowimperg. W przyziemiu wieży znajduje się kruchta, z jej lewej i prawej strony są umieszczone lokalności i kruchty boczne. Zewnętrzne ściany świątyni są oskarpowane. Skarpy w narożnikach wieży zakończone są pseudowieżycami.

## Wyposażenie
Większość elementów wyposażenia wewnętrznego (ołtarz główny i dwa boczne, ambona, organy, konfesjonały) reprezentuje styl neogotycki. Ołtarz główny z drewna dębowego został wykonany przez Wincentego Bogaczyka. Kolejne dwa ołtarze boczne reprezentują styl rokokowy (zostały wykonane pod koniec XVIII wieku), w lewym znajduje się barokowy obraz św. Tekli i w zwieńczeniu barokowo-ludowy obraz św. Antoniego, w prawym barokowy obraz św. Jana Nepomucena, obraz św. Mikołaja z XIX wieku na zasuwie i barokowy obraz św. Jacka Odrowąża w zwieńczeniu. W czasie ostatniej renowacji, w latach 1996 - 1998 ołtarze zostały pozłocone.
Po dwóch stronach ołtarza znajdują się obrazy przedstawiające ostatnią wieczerzę (ze strony zachodniej) oraz rozmnożenie chleba (ze strony wschodniej). Oba obrazy zostały namalowane przez Bogusława Szwacza. 
W jednym z ołtarzy bocznych znajduje się relikwia św. o. Stanisława Papczyńskiego, natomiast w ołtarzu głównym znajduje się relikwia św. Wita, będąca kością z dłoni głównego patrona świątyni. 
W ołtarzu głównym znajduje się figura Matki Bożej Niepokalanej, a na jej zasuwie - obraz św. Wita, namalowany przez Medarda Turewicza prawdopodobnie na okazję poświęcenia świątyni w 1910 r. 